# Ентони Андерсон
Ентони Андерсон (енгл. Anthony Anderson; Комптон, 15. август 1970) амерички је позоришни, филмски и ТВ глумац. Најпознатији је по улози детектива Кевина Бернарда у серији Ред и закон.